# 宽银幕电影镜头
寬螢幕電影鏡頭（英語：CinemaScope）是一種變形鏡頭系列，從1953年到1967年（以後很少）用於拍攝寬屏電影，至關重要的是，即使使用鏡頭適配器，也可以使用現有設備在影院中放映該電影。
在電影行業術語中，縮寫形式“ Scope”仍被製片人和放映者廣泛使用，儘管今天它通常指任何2.35：1、2.39：1、2.40：1或2.55：1的演示文稿，或者有時，一般使用變形鏡頭或投影。博士倫公司（Bausch＆Lomb）因其CinemaScope鏡頭的開發而獲得1954年奧斯卡獎。